# 羅賓·范圖拉
羅賓·馬克·范圖拉（英語：Robin Mark Ventura，1967年7月14日—），為前美國職棒大聯盟的三壘手與總教練，生涯曾效力於白襪、大都會、洋基與道奇等隊。
范圖拉在1988年大聯盟選秀被白襪選走。他生涯6度獲得金手套獎，2次入選明星賽。他在大學時期曾締造過連續58場比賽敲出安打的紀錄。1999年國家聯盟冠軍賽，范圖拉在第五戰延長15局敲出再見滿貫砲，但他在跑向二壘的途中被慶祝的隊友撲倒，因此紀錄上只給了一支滿貫一壘安打。2012年至2016年間，范圖拉擔任了白襪隊的總教練。

## 職業生涯

### 芝加哥白襪
1988年大聯盟選秀，范圖拉在首輪第10順位被白襪選中。1989年，范圖拉從2A直升大聯盟。1990年，范圖拉一度陷入41打數無安打，且有25次守備失誤的困境。但他最後敲出123支安打也成為隊史自1985年後單季最多安打的菜鳥球員。1991年，范圖拉成為隊史單季打回最多打點的三壘手。這年他拿下金手套獎，隔年入選明星賽。
1993年，范圖拉的打擊率為2成62，並達成生涯500安。這年他第三度獲得金手套獎，不過他最令人印象深刻的是在1993年8月4日，他因為被觸身球打中而衝上投手丘與諾蘭·萊恩理論。結果他反而被萊恩鎖喉又被毆打，反倒成了經典畫面。白襪在這年成為美西冠軍，不過他們在美聯冠軍賽輸給藍鳥，這也是范圖拉在白襪隊的唯一一次季後賽經驗。
1995年，范圖拉在前10場比賽發生10次失誤。一度有風聲傳出他即將被交易，不過他整季的打擊率仍有2成95，還在9月4日單場敲出兩支滿貫砲。1996年，他拿下第四座金手套獎。
1997年春訓，范圖拉在一次滑壘中右腳踝錯位，他一直休息到7月24才重返球場。1998年，他整季的打擊率為2成63，並拿下第五座金手套獎。

### 紐約大都會

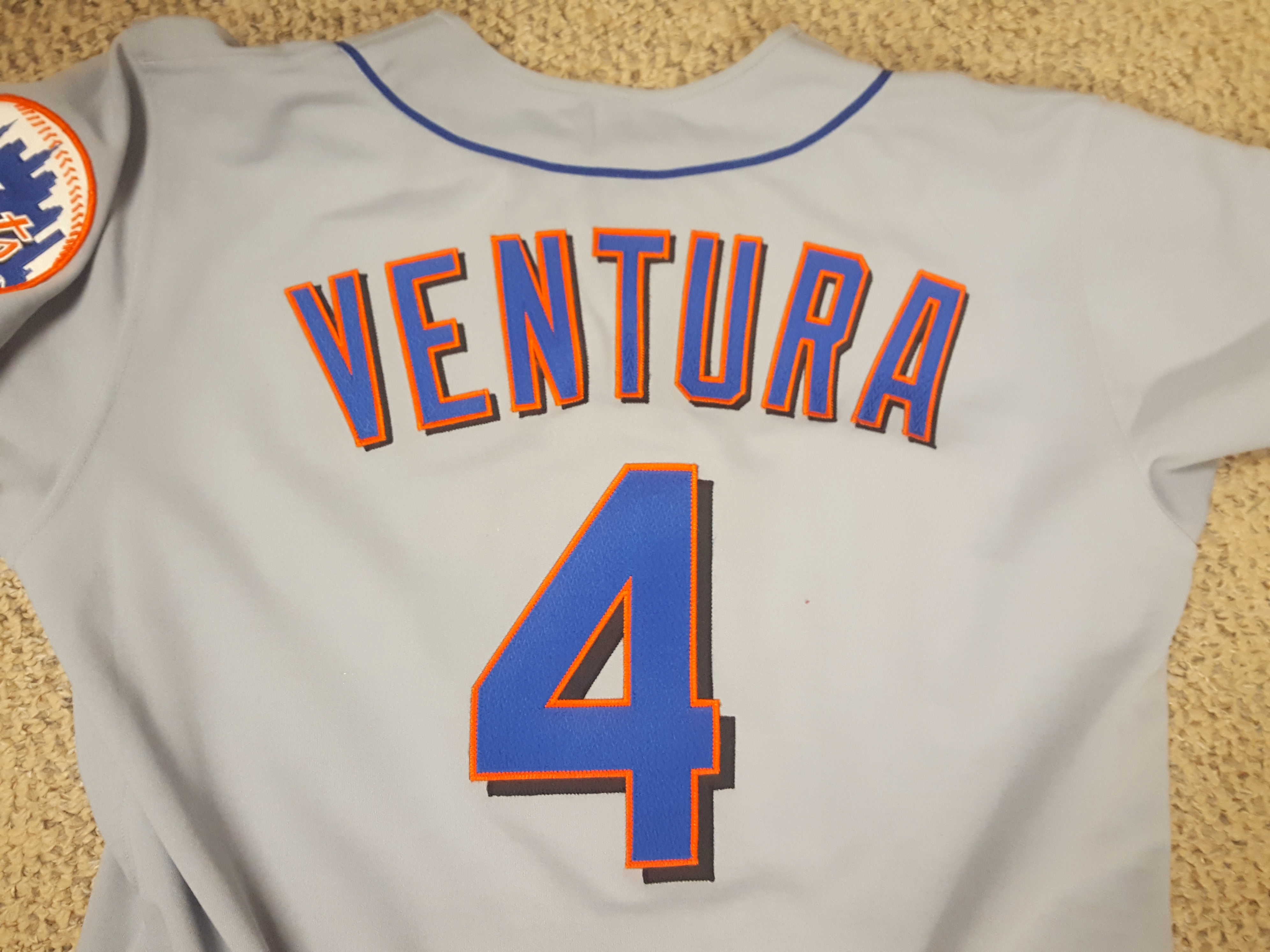
1999年范圖拉的球衣

1998年12月，范圖拉和大都會簽下4年合約。他在大都會的第一年就繳出3成01的打擊率，並敲出32轟與120分打點。5月20日，他成為大聯盟唯一一位在雙重賽都擊出滿貫砲的球員。同年，大都會的內野手群都上了運動畫刊的封面。不過范圖拉在8月中左膝受傷，一直休到球季末才回歸。
回歸後，范圖拉在球季末對上海盜的比賽，於滿壘情況下敲出致勝安打，幫助大都會搶下外卡資格。1999年國家聯盟冠軍賽第5場，范圖拉在15局下滿壘時敲出全壘打幫助球隊延長戰局。這原本是大聯盟季後賽史上第一支在延長賽擊出的再見滿貫砲，但他在繞壘時被隊友們在二壘前擋下來，導致他無法成功繞壘，最後官方裁定為滿貫一壘安打。不過最後大都會還是在第六戰輸給了勇士，無緣晉級世界大賽。
2000年，范圖拉的打擊率為2成32，並敲出24轟與84分打點。這年大都會一路闖進世界大賽，最後輸給洋基。2001年，范圖拉的打擊率為2成37，並敲出21轟與61分打點。

### 紐約洋基
2001年球季結束後，大都會將范圖拉交易到洋基，換來大衛·賈斯提斯。2002年，他繳出2成47的打擊率，並敲出27轟與93分打點。這年他第二次入選明星賽，也是生涯最後一次。他在分區賽的打擊率為2成86，不過最後洋基輸給天使。2003年，他開始和Todd Zeile輪流擔任球隊三壘手。他在開季時表現相當掙扎，在7月底前僅敲出9轟與42分打點。此外，這年他發生23次守備失誤也是大聯盟最多。

### 洛杉磯道奇
2003年7月31日，洋基將范圖拉交易到道奇，換來Bubba Crosby和Scott Proctor。8月3日，范圖拉敲出場內全壘打，這是他在道奇隊的首轟。
2004年，范圖拉與道奇續約一年。他原本能夠接任球隊的先發一壘手，結果新任總經理卻在春訓最後一週從印地安人交易來Milton Bradley。最後范圖拉淪為代打角色，整季僅敲出5轟。這年道奇打進了季後賽，不過在分區賽便以1勝3敗輸給紅雀。球季結束後，深受關節炎所苦的范圖拉宣布退休。

## 執教成績
| 球隊 | 年度   | 例行賽 | 例行賽 | 例行賽 | 例行賽 | 例行賽  | 季後賽 | 季後賽 | 季後賽 | 季後賽 |
| 球隊 | 年度   | 場次   | 勝     | 敗     | 勝率   | 排名    | 勝     | 敗     | 勝率   | 結果   |
| ---- | ------ | ------ | ------ | ------ | ------ | ------- | ------ | ------ | ------ | ------ |
| 白襪 | 2012年 | 162    | 85     | 77     | .525   | 美中第2 | –      | –      | –      | –      |
| 白襪 | 2013年 | 162    | 63     | 99     | .389   | 美中第5 | –      | –      | –      | –      |
| 白襪 | 2014年 | 162    | 73     | 89     | .451   | 美中第4 | –      | –      | –      | –      |
| 白襪 | 2015年 | 162    | 76     | 86     | .469   | 美中第4 | –      | –      | –      | –      |
| 白襪 | 2016年 | 162    | 78     | 84     | .481   | 美中第4 | –      | –      | –      | –      |
| 總計 | 總計   | 810    | 375    | 435    | .463   |         | –      | –      | –      | –      |

## 生涯打擊成績
| 出賽次數 | 打席 | 打數 | 得分 | 安打 | 二安 | 三安 | 全壘打 | 打點 | 盜壘 | 保送 | 三振 | 打擊率 | 上壘率 | 長打率 | OPS  |
| -------- | ---- | ---- | ---- | ---- | ---- | ---- | ------ | ---- | ---- | ---- | ---- | ------ | ------ | ------ | ---- |
| 2079     | 8271 | 7061 | 1006 | 1885 | 338  | 14   | 294    | 1182 | 24   | 1075 | 1179 | .267   | .362   | .444   | .806 |

## 外部連結
- 球員資訊和成績在MLB，ESPN，Baseball-Reference，Fangraphs（英文）
- 羅賓·范圖拉在台灣棒球維基館上的頁面（繁體中文）